# Mina Wylie
Wilhelmina "Mina" Wylie , född 27 juni 1891 i North Sydney, död 6 juli 1984 i Sydney, var en australiensisk simmare som deltog i olympiska sommarspelen i Stockholm 1912 som representant för Australasien.

## Biografi
Wilhelmina Wylie föddes som dotter  till irländska Henry Alexander Wylie och hans hustru Florence Ann Beers och hade två bröder. Hennes far var australiensisk mästare i längddykning och tillsammans med honom och sina bröder deltog hon vid fem års ålder i en simuppvisning.
Wylie deltog i de första simmästerskapen för kvinnor i New South Wales 1902 och kom tvåa i sin klass. År 1907 anlade hennes far ett havsbad i Sydneyförorten Coogee där hon kunde träna tillsammans med väninnan Fanny Durack under sommarhalvåret.
Det lokala simförbundet hade förbjudit kvinnor att ställa upp i tävlingar där män deltog men reglerna ändrades så att två kvinnor  kunde delta i de olympiska spelen. Tillsammans med Fanny Durack reste hon med båt till Stockholm via London och ställde upp i 100 meter frisim. Den 15 juli 1912 tog hon silver på sträckan med tiden 
1 minut och 25,4 sekunder, 3,2 sekunder efter guldvinnaren Fanny Durack.
Efter de olympiska spelen reste  Wylie och Durack runt i Europa och till USA för att tävla.
Wylie vann 115 australska och regionala mästerskap mellan 1906 och 1934 och innehade världsrekord i både frisim, bröstsim och ryggsim. Hon sam 100 yards frisim på världsrekordtiden 1 minut och 15,8 sekunder 1908.
År 1967 upptogs Wylie i International Swimming Hall of Fame.